# (4278) Гарвей

Орбита астероида Гарвей и его положение в Солнечной системе

(4278) Гарвей (лат. Harvey) — астероид из группы главного пояса. Открыт 22 сентября 1982 года американским астрономом Эдвардом Боуэллом в обсерватории Андерсон Меса и назван в честь Роджера Гарвея (англ. G. Roger Harvey), преподавателя астрономии в университете Северной Каролины в Шарлотт.